# دايفيد بالاس
دايفيد بالاس (بالإسبانية: David Pallas)‏ (7 يوليو 1980 بزيورخ في سويسرا - ) هو لاعب كرة قدم سويسري وإسباني في مركز الدفاع. لعب مع نادي بوخوم ونادي ثون ونادي زيورخ وVfL Bochum II ‏.

## وصلات خارجية
- دايفيد بالاس على موقع قاعدة بيانات كرة القدم.إي يو (الإنجليزية)
- دايفيد بالاس على موقع بيانات كرة القدم. دي إي (الألمانية)
- دايفيد بالاس على موقع عالم كرة القدم.نت (الإنجليزية)